# 아마르 이 비비르
《아마르 이 비비르》(스페인어: Amar y vivir)은 2020년 방영된 콜롬비아의 텔레노벨라이다.